# Худыш
Худыш (англ. Thin Man, официальное название — Марк 2) — проект плутониевой атомной бомбы пушечного типа, который разрабатывался в США во время Второй мировой войны в рамках Манхэттенского проекта. 
Разработка «Худыша» была прекращена, когда стало ясно, что интенсивность спонтанного деления реакторного плутония была слишком высокой, и распад плутония произойдет быстрее, чем пушечная схема успеет их соединить в единое целое для достижения критической массы.

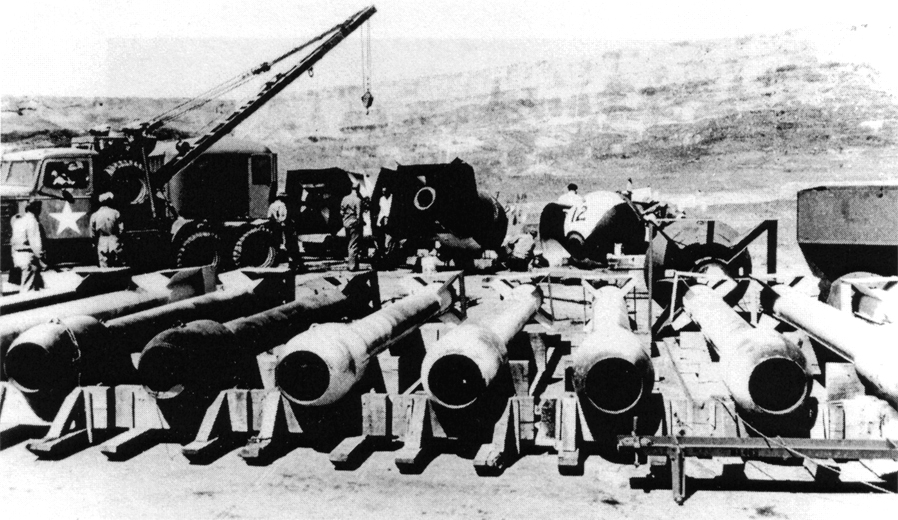
Пробные оболочки для снарядов «Худыша» на Авиабазе Уэндовер, относящейся к проекту «Альберта» (подразделение Манхэттенского проекта). На заднем плане видны проектные оболочки для бомб типа «Толстяк».

## Характеристики
Проект «Худыш» был ранним вариантом проекта ядерного оружия, готовящимся к реализации; это было до того, как плутоний смогли синтезировать в ядерном реакторе путём облучения урана-238. Предполагалось, что у плутония, как у урана-235, можно достичь критической массы, соединив два субкритических куска этого вещества («выстрелив» одним в другой). Чтобы избежать предетонации, плутониевая «пуля» должна была достичь скорости по крайней мере в 910 м/с, иначе цепная реакция в плутонии начнётся до того, как будет достигнута полная критическая масса, и заряд распадётся на части перед тем, как произойдёт взрыв.
Предполагаемый диаметр «Марка-2» был 38 дюймов (96,5200000 см), длина — 17 футов (5,2 м), такая большая длина нужна была для того, чтобы плутониевая «пуля» успела разогнаться до нужной скорости перед попаданием в «мишень». Вес окончательной модели оценивался в 7500 фунтов (3400 кг).

## История

### Первоначальный проект

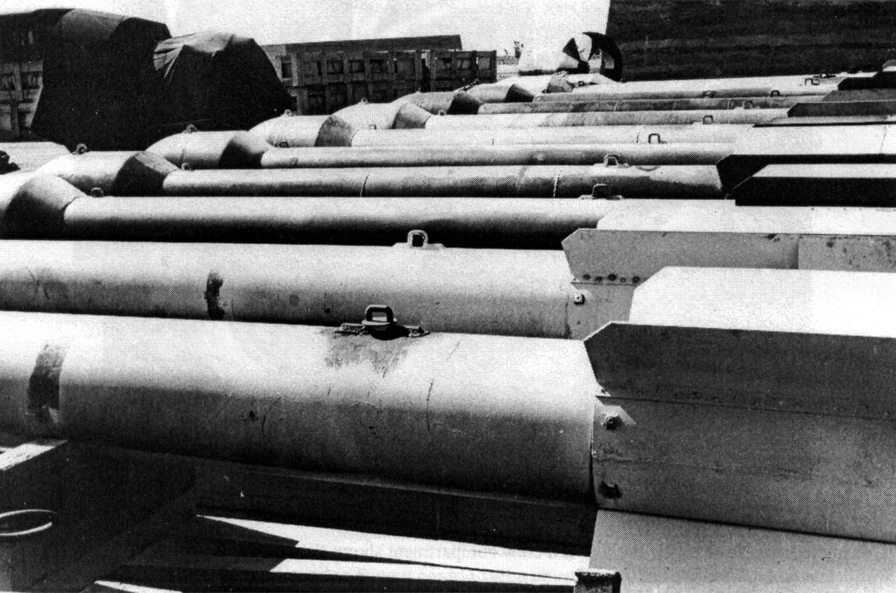
Пробные оболочки для снарядов «Худыша».

В 1942 году, ещё до того, как атомный проект перешёл под контроль Армии США, Роберт Оппенгеймер провёл в Беркли (Калифорния) конференцию, на которой разные инженеры и физики обсудили вопросы конструкции атомной бомбы. Было предложено три схемы: пушечного типа на уране-235, пушечного типа на плутонии и ранняя модель имплозивного типа, на плутонии. Эти три схемы стали известны под прозвищами «Малыш», «Худыш» и «Толстяк» соответственно.
Прозвища для всех трёх проектов были придуманы Робертом Сербером, бывшим учеником Оппенгеймера, который участвовал в проекте. По его воспоминаниям, он выбрал эти имена из-за формы бомб. «Худыш» должен был быть очень длинной бомбой, и её название было взято по детективному роману Дэшилла Хэммета «Худой мужчина» и одноимённой серии фильмов (в оригинале и бомба, и роман называются «Thin Man» — «худой человек»). «Толстяк» был округлым и полным, и получил название в честь персонажа Сидни Гринстрита из «Мальтийского сокола». «Малыш» разрабатывался последним и был назван так только для того, чтобы контрастировать с «Худышом».
Большинство участников конференции пришло к выводу, что известные физические и ядерные характеристики урана-235 и плутония позволяли создавать на их основе бомбы пушечного типа, хотя с плутониевыми всё же возникали некоторые трудности. Так как интенсивность спонтанного деления плутония была выше, скорость перемещения ядерного вещества должна быть выше, чем для уранового заряда; как следствие увеличивались габариты бомбы.
Предполагалось, что создание бомб пушечного типа на основе урана будет гораздо проще, чем на основе плутония. Начальные расчёты по методам производства этих веществ показывали, что до того, как закончится война, для Манхэттенского проекта будет затруднительно получить достаточное количество урана для множества бомб, но, возможно, удастся синтезировать достаточно плутония.
Бомбы имплозивного типа оказались более эффективными (по взрывной силе на единицу массы делящегося вещества), так как в сжатом ядерном веществе цепная реакция происходит быстрее, и, как следствие, более полно.
Пересматривая свои предыдущие взгляды, Оппенгеймер в начале 1943 года рассудил, что дальнейшее развитие должны получить два проекта: «Худыш» и «Толстяк». Было решено, что исследовательские усилия будут сфокусированы на первом из них, так как в нём было больше неопределённостей. Предполагалось, что урановую бомбу пушечного типа можно будет быстро разработать по материалам проекта «Худыш».

### Разработка
Оппенгеймер собрал команду, включавшую Эдвина Роуза — главного инженера и Чарльза Критчфилда — главного физика, и начал работу над чертежами плутониевой пушечной бомбы. В июне 1943 года капитан флота Уильям Стерлинг Парсонс принял на себя руководство Артиллерийским отделом и непосредственное управление проектом «Худыш».

## Проблемы проектирования
Двумя основными проблемами, с которыми столкнулись разработчики «Худыша», были, во-первых, аэродинамика бомбы после сброса с самолёта, а во-вторых, предетонация.

### Аэродинамика
Большая длина «Худыша» приводила к нестабильным аэродинамическим свойствам. Уменьшенные модели бомбы были сброшены с борта бомбардировщика-торпедоносца «TBF Эвенджер» на полигоне ВМС США у Далгрена (Виргиния) в августе 1943 года. После сброса бомбы улетали в штопоре в сторону, а упав на землю, разлетались на куски.
Масштабные аэродинамические испытания, особенно формы носа, хвоста и хвостовых стабилизаторов бомбы, продолжились в следующем году. Они привели к появлению «вздувшегося» носа, тонкой основной части и более широкого хвоста, содержащего плутониевую «мишень», плюс очень длинных хвостовых стабилизаторов.
Полноразмерные макеты бомбы были сброшены 6 марта 1944 года на армейской военно-воздушной базе Мюрок (сейчас — авиабаза Эдвардс), эти испытания прошли успешно.

### Предетонация
Осуществимость проекта плутониевой бомбы была поставлена под вопрос в 1942 году; 14 ноября Джеймс Конант узнал (от Уоллеса Экерса), что Джеймс Чедвик недавно пришёл к выводу, что плутоний не подходит для создания оружия из-за примесей. Он посоветовался с Эрнестом Лоуренсом и Артуром Комптоном, которые подтвердили, что учёные из Чикаго и Беркли были в курсе проблемы ещё с октября, но не могли предложить готовое решение. Он обсудил этот вопрос с Лесли Гровсом, и тот собрал специальную комиссию, включавшую Лоуренса, Комптона, Оппенгеймера и Эдвина Макмиллана. Комиссия заключила, что любые проблемы могут быть решены при использовании более чистого плутония. Было предложено поручить химическое обогащение плутония компании Дюпон (рассматривался также вариант передачи ей всех задач, связанных с плутонием), но сильные сомнения относительно проекта в целом ещё оставались.
В апреле 1944 года Эмилио Джино Сегре в ходе экспериментов над реакторным плутонием из Хэнфорда установил, что такой плутоний содержит примеси в виде изотопа 240Pu. Последний обладал гораздо большей интенсивностью спонтанного деления и радиоактивностью, чем полученный на циклотроне 239Pu, для которого производились прежние расчёты; и получение плутония в реакторе без этой примеси оказалось невозможным. Это означало, что фоновая радиация этого вещества была настолько высока, что предетонация и разрушение заряда в ходе формирования критической массы было практически неизбежно. Длина ствола орудия, который бы смог разогнать плутониевую «пулю» до достаточной скорости, чтобы избежать предетонации, скорее всего, была бы слишком велика для любого имевшегося или планируемого бомбардировщика. Таким образом, выходило, что единственным вариантом использования плутония в рабочей бомбе была имплозия — гораздо более сложная инженерная задача.
Согласие о неосуществимости плутониевой бомбы пушечного типа было достигнуто в ходе совещания в Лос-Аламосе 17 июля 1944 года. Вся работа Манхэттенского проекта по созданию бомб пушечного типа сосредоточилась на создании бомбы на обогащённом уране («Малыш»), однако основные силы лаборатории были направлены на проблему имплозии и разработку «Толстяка».